# Sterrhurus imocavus
Sterrhurus imocavus är en plattmaskart. Sterrhurus imocavus ingår i släktet Sterrhurus och familjen Hemiuridae. Inga underarter finns listade i Catalogue of Life.